# Карл Шорске
Карл Шорске (на английски: Carl Emil Schorske, р. 15 март 1915) е американски историк, почетен професор на Принстънския университет. Носител на награда Пулицър (1981) за книгата си Виена от края на века: Политика и култура.

## Биография
Роден в Ню Йорк, Шорске получава бакалавърска степен в Колумбийския университет през 1936 г., а докторат защитава в Харвард. Военната си служба изкарва в Бюрото за стратегически разследвания (на английски: Office of Strategic Services), предшественика на ЦРУ, по време на Втората световна война, като ръководител на отдела за политическа информация за Западна Европа. Първата му книга, Германската социалдемокрация, 1905 – 1917, публикувана от издателството на Харвардския университет през 1955 г., описва разцепването на Германската социалдемократическа партия на реформистка (конституционалистка) дясна фракция и на революционна (опозиционна) лява фракция в периода 1905 – 1917 г.
След края на военната си служба Шорске преподава в Уеслианския университет (през 50-те години на века), Калифорнийския университет в Бъркли (през 60-те години) и в Принстънския университет (през 70-те години, до пенсионирането му в началото на 80-те години), където е Дейтън-Стоктън професор по история. Проф. Шорске е посочен от списание „Тайм“ като един от десетте академични лидери на американската нация. През 1987 г. е избран да изнесе почетната лекция „Чарлз Хоумър Хаскинс“.

### Монографии
- German Social Democracy, 1905 – 1917: The Development of the Great Schism (Германската социалдемокрация, 1905 – 1917: Развой на великата схизма). Harvard University Press, 1955, 374 р.
- Fin-de-Siecle Vienna: Politics and Culture (Виена от края на века: Политика и култура). Alfred A. Knopf, 1980, 432 р.[3]
- Thinking with History: Explorations in the Passage to Modernism (Да мислим с помощта на историята: Изследвания за хода на модернизма). Princeton University Press, 1998, 256 р.[4][5]

### Съставителство и редакция
- Explorations in Crisis: Papers on International History. Belknap Press of Harvard University Press, 1969, 517 р. (съредактор заедно с Уилям Леонард Лангер)
- Budapest and New York: Studies in Metropolitan Transformation: 1870 – 1930. Russell Sage Foundation1994, 400 р. (съредактор заедно с Томас Бендър)
- American Academic Culture in Transformation. Princeton University Press, 1998, 370 р. (съредактор с Томас Бендър)

### По-значими студии и предговори
- The problem of Germany. Council on Foreign Relations. 1947, 161 р. (съавтор заедно с Хойт Прайс)
- „Two German Ambassadors: Dirksen and Schulenburg“. – В: The Diplomats 1919 – 1939. Ed. by Gordon A. Craig and Felix Gilbert, Princeton, New Jersey: Princeton University Press, 1953, рр. 477 – 511.
- „The City in the History of Ideas: Nineteenth Century Europe“. 1961.
- The transformation of the garden: Ideal and society in Austrian literature. University of California. Institute of International Studies, 1965, 64 р.
- Kandinsky in Munich. 1982, 312 р. (съавтор заедно с Питър Йелавич и Пег Вайс)
- Jane Kallir, Viennese Design and the Wiener Werkstatte. Galerie St. Etienne, 1986, 152 р. (автор на предговора)
- Gustav Mahler: Formation and transformation (Leo Baeck memorial lecture). Leo Baeck Institute, 1991, 24 р.
- Peter Hanak, The Garden and the Workshop. Princeton University Press, 1999, 280 р. (автор на предговора)
- „Intellectual Life, Civil Libertarian Issues, and the Student Movement at the University of California, Berkeley, 1960 – 1969: Oral History“. General Books LLC, 2010, 158 р.
- „Politics in a New Key: an Austrian Triptych“. University of Chicago Press, 1967, 44 р.

### На български
- Карл Шорске, „Густав Климт: живописта и кризата на либералното его“. – В: сп. Следва, кн.21, 2009, с.54 – 67 (превод от английски Йордан Ефтимов).[6]

## Отличия
- 1981: Награда „Пулицър“ за книгата Виена от края на века: Политика и култура[7]
- 1981: Стипендиант на фондация Макартър
- 1985: Награда на Виена за публицистика
- 1986: Почетен доктор на университета в Залцбург[8]
- 1996: Почетен доктор на университета в Грац
- 2004: Носител на наградата „Лудвиг Витгенщайн“[9] на Австрийското изследователско общество (на немски: Österreichische Forschungsgemeinschaft)[10]
- 2007: Държавната награда „Виктор Адлер“ за история на социалните движения (на немски: Victor-Adler-Staatspreis für Geschichte sozialer Bewegungen)
- 2012: Почетен гражданин на Виена[11]